# デヴィッド・S・ウォード
デヴィッド・S・ウォード（David S. Ward、1945年10月25日 - ）は、アメリカ合衆国の脚本家、映画監督。

## 人物
ロードアイランド州プロビデンス出身。ポモナ・カレッジ、次いで南カリフォルニア大学映画芸術学部（en:USC School of Cinematic Arts）とUCLA演劇・映画・テレビ学部（en:UCLA School of Theater, Film and Television）に学ぶ。
1973年に『スティング』の脚本を執筆、同作は大ヒットし、第46回アカデミー脚本賞を受賞するなど、高い評価を受けた。
1982年に『吹きだまりの町』で映画監督デビュー、1989年に『メジャーリーグ』を監督した。その続編『メジャーリーグ2』も手がけた。

## 主な作品

### 脚本
- スティング The Sting (1973)
- スティング2 The Sting II (1983)
- 法王の旅 Saving Grace (1986) Joaquin Montana名義
- ミラグロ/奇跡の地 The Milagro Beanfield War (1988)
- めぐり逢えたら Sleepless in Seattle (1993)
- フライボーイズ Flyboys (2006)

### 監督
- 吹きだまりの町 Cannery Row (1982) 脚本も
- メジャーリーグ Major League (1989) 脚本も
- ラルフ一世はアメリカン King Ralph (1991) 脚本も
- クォーターバック The Program (1993) 脚本も
- メジャーリーグ2 Major League II (1994) 製作も
- イン・ザ・ネイビー Down Periscope (1996)